# J.F. van der Poel
J.F. (Jan Frederik) van der Poel (Veenendaal, 23 april 1937) is een Nederlandse schrijver van romans en kinderboeken.

## Levensloop
Van der Poel werd te Veenendaal  geboren. Naast een leidinggevende functie in het bedrijfsleven, was hij actief in het kerkelijk leven als kerkeraadslid en zondagsschoolleider. Daarna heeft hij gekozen voor   het schrijven van kinderboeken en romans.
Van der Poel heeft inmiddels een groot aantal romans en kinderboeken op zijn naam staan.
In 2013 verscheen de familieroman Onno ter gelegenheid van zijn 25-jarig jubileum als auteur. Dit was ook zijn laatste boek want hij gaf aan te stoppen met schrijven. Zijn schrijversjubileum werd gevierd op 30 augustus 2013 te Rhenen waarbij zijn twee laatste boeken (naast Onno het 25e deel van de Dolfi en Wolfiserie) werden aangeboden aan de burgemeester van Veenendaal, mr. Wouter Kolff.
Tijdens dit jubileum is hij benoemd tot Ridder in de Orde van Oranje-Nassau.